# تیپ ۳۷ زرهی شیراز

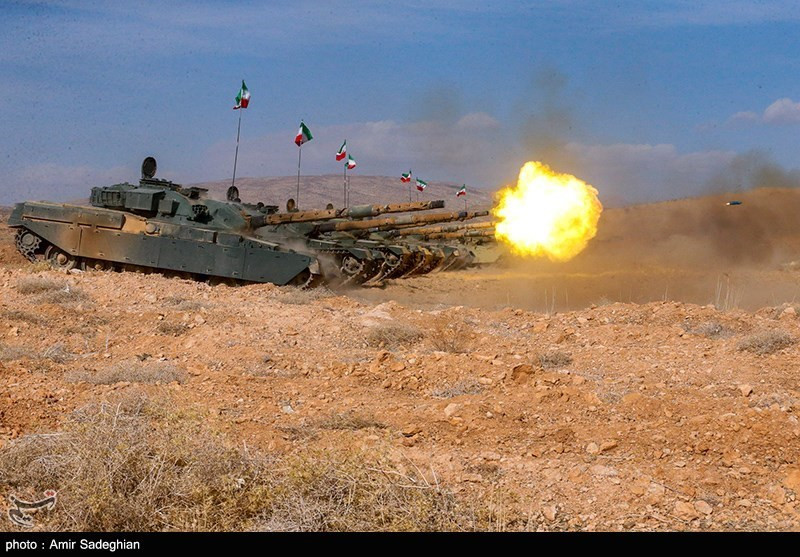
تانک‌های تیپ ۳۷ زرهی شیراز در رزمایش سال ۱۳۹۹

تیپ ۳۷ زرهی شیراز از تیپ‌های مستقل زرهی نیروی زمینی ارتش ایران است، که پادگان و ستاد فرماندهی آن در دارنگون، شیراز، استان فارس مستقر می‌باشد. تیپ ۳۷ زرهی شیراز در خلال جنگ ایران و عراق، از یگان‌های عمل‌کننده ارتش جمهوری اسلامی ایران بود و در عملیات‌های توکل، ثامن‌الائمه، طریق‌القدس، فتح‌المبین و کربلای ۱ شرکت داشت. هم‌اکنون سرهنگ کرم قربانی فرماندهی تیپ ۳۷ زرهی شیراز را برعهده دارد.

## تاریخچه
پیشینه شکل‌گیری این یگان به دوران پهلوی دوم بازمی‌گردد، که تحت عنوان تیپ پشتیبانی آموزشی مرکز آموزش زرهی شیراز توسط نیروی زمینی شاهنشاهی ایران تشکیل شد. با شروع بحران مرزی ایران و عراق، این تیپ در اردیبهشت‌ماه ۱۳۵۹ به منطقه فکه در استان خوزستان منتقل شد و پس از آغاز جنگ ایران و عراق، به صورت ۳ گروه زرهی در منطقه فکه، دب‌حردان و محور جاده آبادان-ماهشهر مستقر گردید و اقدام به متوقف کردن و تثبیت یگان‌های نیروی زمینی عراق نمود.
تیپ ۳۷ زرهی شیراز در طول جنگ با تقویت یگان‌های خود به صورت یکجا و مستقل در بسیاری از عملیات‌های آفندی مانند عملیات غرب دزفول، قائم، توکل، ثامن‌الائمه، طریق‌القدس، فتح‌المبین و کربلای ۱ شرکت داشت. این تیپ همچنین در عملیات‌های پدافندی مختلف از جمله: پدافند از ساحل شرقی کارون، ارتفاعات ابوقریب، ارتفاعات فکه، قصر شیرین، تنکاب، ارتفاعات میمک، دشت طلایه، جاده نفت‌شهر، جاده خسروی و گیلان‌غرب حضور داشت. تیپ ۳۷ زرهی شیراز در طول جنگ ایران و عراق ۶۰۰ کشته، ۱۶۳۷ مجروح و ۷۰۳ اسیر داشت و در مجموع شمار ۲۹۴۰ نفر تلفات داد.